# BBC Light Programme
BBC Light Programme – dawny radiowy program BBC poświęcony muzyce popularnej i szeroko rozumianej rozrywce, utworzony niedługo po zakończeniu II wojny światowej. BBC Light Programme powstał 29 lipca 1945 i istniał do 30 września 1967, kiedy ze względu na konieczność uporządkowania rynku muzycznego i medialnego w Wielkiej Brytanii został podzielony na dwa programy: BBC Radio 1 i BBC Radio 2.

## Założenia i początki radia
Light Programme uruchomiono 29 lipca 1945 jako zamiennik General Forces Programme, transmitowanego podczas wojny. Był to jeden z elementów reorganizowania brytyjskiej radiofonii, polegającej na zdywersyfikowaniu programów i rozdzielenia nadawania na trzy gałęzie. W skład pierwszej miał wchodzić serwis wewnętrzny, przeznaczony dla szerokiej publiczności, skupiony na informacji i programach mówionych. Drugą gałąź miał stanowić serwis rozrywkowy – BBC Light Programme, zaś serwis tworzący trzecią gałąź miał być przeznaczony dla słuchaczy bardziej wymagających pod względem intelektualnym.
Light Programme nastawiony był na słuchacza cywilnego i rozwijał się w miarę wychodzenia Wielkiej Brytanii z powojennego kryzysu. Jednym z celów było odciągnięcie słuchaczy od Radia Luxembourg, serwującego muzykę rozrywkową. Light Programme skupił się zatem na muzyce o charakterze easy listening i tanecznej, jak również na słuchowiskach oraz programach zewnętrznych. Podobnie jak inne programy BBC, Light Programme nie emitował reklam.
Wkrótce po rozpoczęciu nadawania słuchalność stacji osiągnęła 51 procent, a słuchalność konkurencyjnego Home Programme – 49 procent, lecz w krótkim czasie słuchalność Light Programme wzrosła do 66 procent. Początkowo program nadawano w godzinach 9:00–24:00. Już od początku emisji radio narzuciło cenzurę muzyczną: zakazane były piosenki „sugestywne”, nawet oparte na klasycznych motywach, np. What Is Love? (wersja poloneza Wojskowego A-dur op. 40 nr 1 Fryderyka Chopina). Według raportów słuchacze godzili się z cenzurą, krytykowali jednak późną godzinę nadawania stacji (9:00) i brak amerykańskich gwiazd variete, których nie byli w stanie zastąpić artyści brytyjscy.

## Rozwój i ograniczenia
W latach 50. nastąpiły duże zmiany w radiofonii związane z rozwojem telewizji, a także powstaniem rock and rolla. Zmiany spowodowane były przez powstanie listy przebojów, co z kolei spowodowało zanik poszczególnych audycji, i powstanie formatów. W latach 60. stacje BBC, w tym zwłaszcza Light Programme zmagały się z ograniczeniami prawnymi dotyczącymi nadawania muzyki, wymuszonym przez muzyczne związki zawodowe, znanymi jako needle time. Dwugodzinna audycja Saturday Club mogła zagrać tylko 8 płyt tygodniowo, resztę musiała wypełnić produkcja własna BBC. Spowodowało to rozwój stacji pirackich, takich jak Radio Caroline, oraz nadających z zagranicy – zwłaszcza Radio Luxembourg, których nie obowiązywały żadne ograniczenia.

## Podzielenie programu
Pod koniec lat 70. parlament brytyjski uchwalił ustawę zakazującą działalności pirackiej. Spowodowało to zmiany w strukturze BBC. 30 września 1967 BBC Light Programme został podzielony na dwa kanały: Radio 1, poświęcony muzyce rockowej, oraz Radio 2. Tożsamość nowych stacji rozwijała się z czasem. Podział i powstanie nowych rozgłośni było nie tylko odpowiedzią na szerzące się piractwo, ale stanowiło również część szerszych zmian w strukturze i zarządzaniu BBC.